# Lipaleyrodes crossandrae
Lipaleyrodes crossandrae là một loài côn trùng cánh nửa trong họ Aleyrodidae, phân họ Aleyrodinae.
Lipaleyrodes crossandrae được David & Subramaniam miêu tả khoa học đầu tiên năm 1976.